# Кропотов, Гаврила Семёнович
Гаврила Семёнович Кропотов (? — 1730) — русский военачальник, генерал-майор армии Петра I.
Происходил из нетитулованного дворянского рода, происходившего от Юрия Андреевича Кропотова, служившего при Иоанне Грозном полковым головой в Ливонском походе — сын полковника, командира Драгунского полка Семёна Ивановича Кропотова, который был убит 15 июля 1705 года в сражении со шведами под Мур-Мызой. Брат А. С. Кропотова. 
Как и отец, служил в драгунских полках. В мае 1708 года в чине полковника Азовского драгунского полка был назначен командиром вновь сформированного Новотроицкого драгунского полка. С полком участвовал в походе на Дон против восставших казаков. 
27 января 1709 года был назначен командиром Рижского драгунского полка. В Полтавской битве 27 июня 1709 года командовал бригадой кавалерии, после победы был произведён в бригадиры. В октябре 1709 года участвовал в деле под Одолянами. В 1711 году участвовал в Прутском походе против турок. Командовал полком до 15 марта 1719 года, когда был произведён в генерал-майоры. В 1722 году был назначен в состав Низового корпуса и принял участие в Персидском походе. 
С 1719 по 1722 годы руководил строительством Царицынской сторожевой линии. В марте 1722 года был направлен с 5 драгунскими и 3 пехотными полками на Кавказ к Тереку. Затем заведовал комиссариатом. В октябре 1725 года участвовал в походе русских войск против шамхала Тарковского Адиль-Гирея. Был пожалован в кавалеры ордена Св. Александра Невского 6 января 1726 года.